# 点字

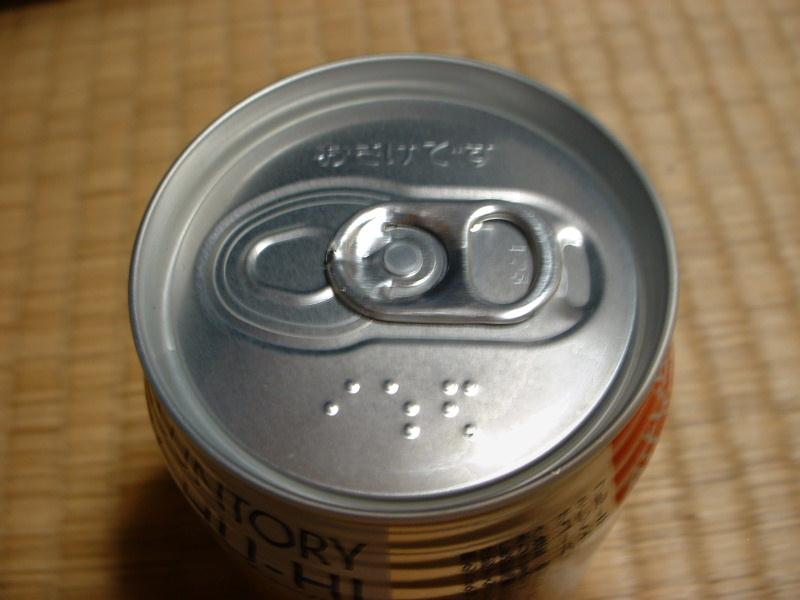
日本の缶チューハイに記された点字「おさけ」

点字（てんじ）とは、指先の触覚により読み取ることで、視覚に障害があっても読むことができる文字である。

## 概説

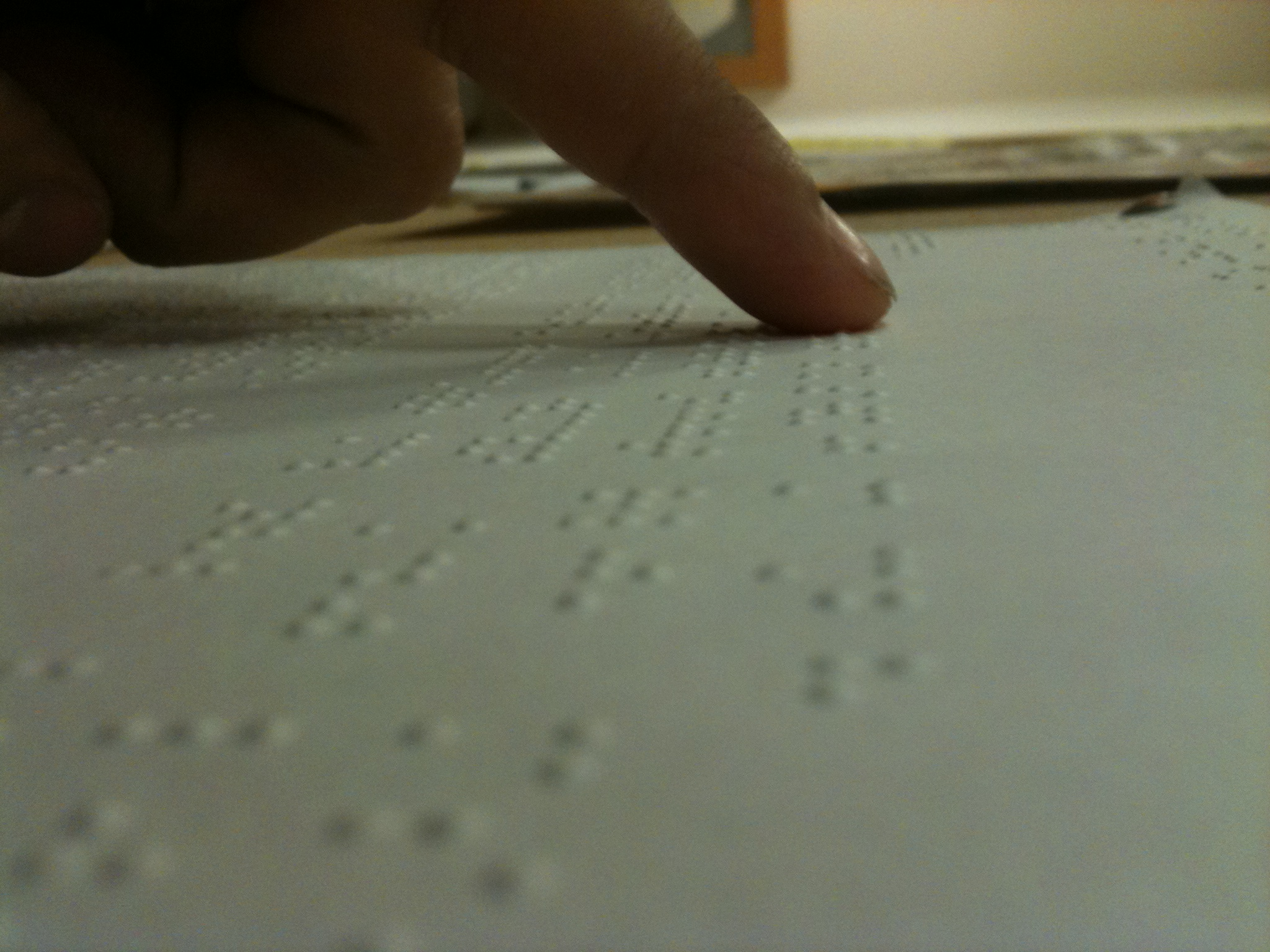
平面から盛り上がった点を指先で読む

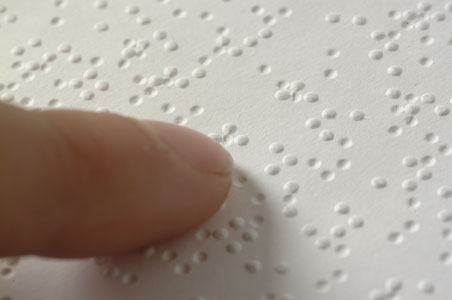

平面から盛り上がった部分（点）によって文字・数字を表現する。通常用いられる点字は横2×縦3の6つの点で表されたブライユ (Braille) 式点字が用いられ、考案者ルイ・ブライユの名前から、多くの国でブライユ（英語での発音はブレイル）は「点字」をさす言葉として使われている。
バリアフリー、あるいはユニバーサルデザインの一環として点字の併記が行われる。代表的なものとしては、缶入りビールなどのアルコール飲料に「お酒」「ビール」といった表記が行われている。また、後述のトイレやエレベーターなどにも点字がある。
パーソナルコンピュータの周辺機器として、点字プリンターや点字ディスプレイといった点字用機器で、点字を表現するものがある。
日本の著作権法第37条では、公表された著作物であれば著作権存続期間中であっても、その著作物の点字による複製（点字に翻訳）は可能であると定められている。
点字に対して、目の見える人が使う文字を墨字と呼ぶ。

## 点字の歴史

ルイ・ブライユ

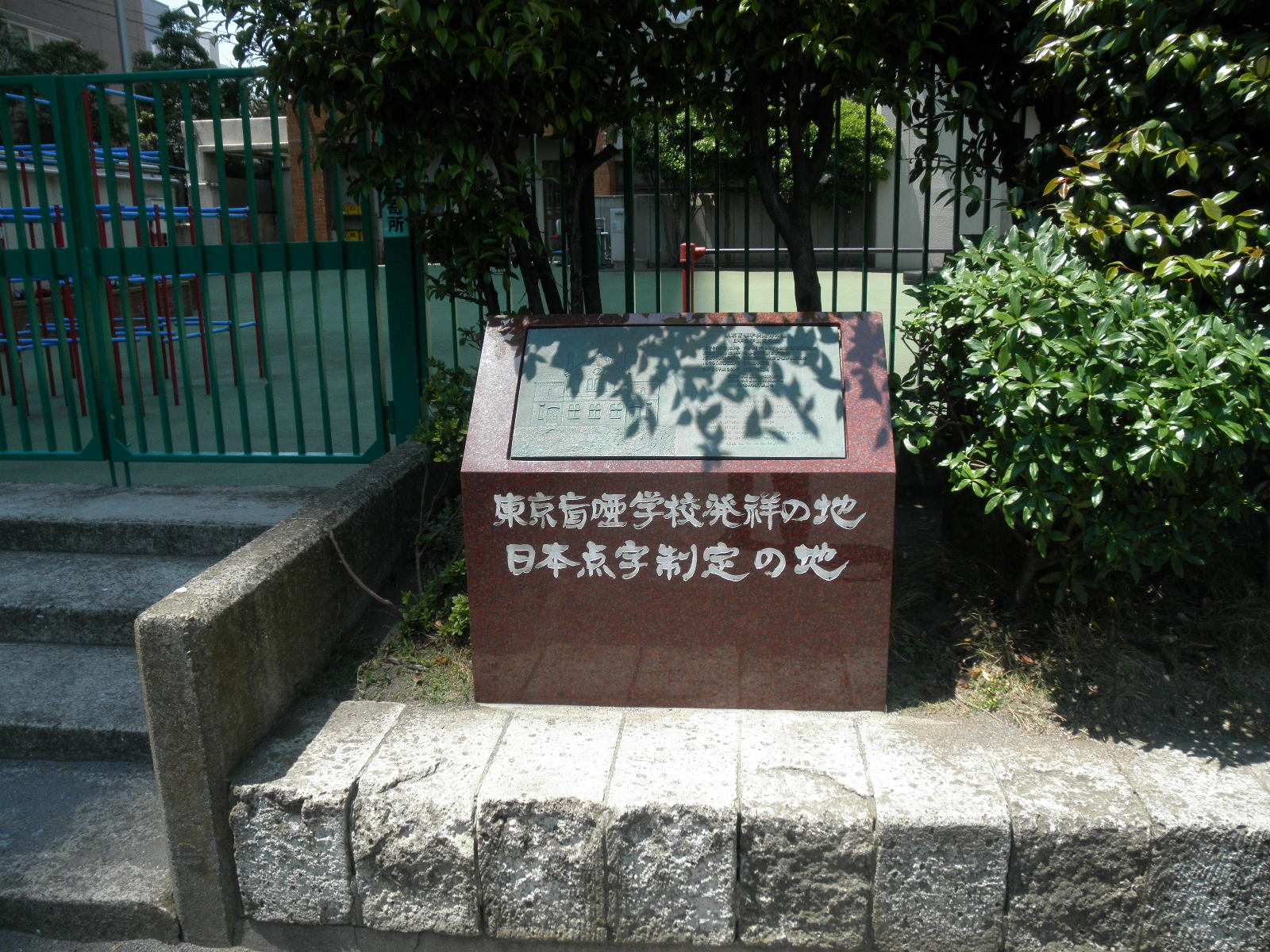
「日本点字制定の地」の碑（東京都中央区築地四丁目 市場橋公園内）

- 1670年 イタリアのフランチェスコ・ラナ・デ・テルツィが点と線の組み合わせでアルファベットを表す記法を考案[6]。
- 1819年 シャルル・バルビエ・ド・ラ・セール（フランス語版）が、アルファベットを12の点の配列で軍用のために発案したとされる夜間文字（フランス語版）（夜の文字）を、フランス学士院・パリ大学・パリ盲学校に提出[7]。軍隊で夜間でも情報を伝えられる手段として開発されたとされるが創作であるという意見もある[8]。
- 1821年 バルビエの点字がパリ盲学校で採用された[7]。
- 1825年 ルイ・ブライユが6点式点字を開発。アルファベット、アクセント符号、句読符号、数学符号などを表す63の組み合わせを完成させる[9]。当初は主に楽譜（点字楽譜）の表記に使われ、文字として広まるのは少し遅くなった[要出典]。
- 1854年 ブライユ式点字がパリ盲学校で正式に採用された[9]。
- 1890年 石川倉次の考案した日本語の6点式点字が、東京盲唖学校で採用される[5][10]。
- 1901年 日本式点字が「日本訓盲点字」として4月22日付官報に公表される[11]。
- 1922年 大阪毎日新聞社（現 : 毎日新聞社）が「点字大阪毎日」（現 : 点字毎日）を発刊する。商業新聞としては日本唯一の点字新聞として現在も発行中である[12]。
- 1926年 点字による衆議院選挙の投票が改正衆議院議員選挙法（普通選挙法）施行令の公布により認められる[13]。
- 1940年 日本盲人図書館（現 : 日本点字図書館）が開設される[7][14]。
- 1949年 同志社大学が日本で初めて点字による受験を認める[15]。
- 1966年 点字表記法の制定機関として「日本点字委員会」が発足。
- 1975年1月20日 日本共産党中央委員会が点字の機関紙「点字『赤旗』」を創刊[16]。政党紙では日本唯一、2022年現在も発行中である[16]。
- 2016年 個人番号カード（マイナンバーカード）の交付希望者に対して、希望者のみ点字が付記される。

## 英語の点字
英語圏の点字はアメリカ式の表記（English Braille American Edition: EBAE）など各自の体系があり統一されていなかったが、英語圏8カ国では縮約（略字）の一部廃止や記号類の変更などを行った統一英語点字（Unified English Braille: UEB）がまとめられ移行作業が進んでいる。

## 日本語の点字

### 日本語の点字構成
ここでは、一般に使われている6点式点字を、以下に紹介する。

上記のように、左側を上から1の点、2の点、3の点、右側を上から4の点、5の点、6の点、として点に番号を記し、点のある場所を●、ない場所を○とする。なお、これは読む時の形であり、点字器等を使って書く際は、紙の裏から点筆を刺して記述するため左右が逆になる。

#### かな
| あ行 | あ | い     | う | え     | お | 母音を表す「あ行」の点字。これが基本形となる。                                                                   |
| か行 | か | き     | く | け     | こ | 母音に、6の点を加えて「か行」を表す。                                                                            |
| さ行 | さ | し     | す | せ     | そ | 母音に、5と6の点を加えて「さ行」を表す。                                                                         |
| た行 | た | ち     | つ | て     | と | 母音に、3と5の点を加えて「た行」を表す。                                                                         |
| な行 | な | に     | ぬ | ね     | の | 母音に、3の点を加えて「な行」を表す。                                                                            |
| は行 | は | ひ     | ふ | へ     | ほ | 母音に、3と6の点を加えて「は行」を表す。                                                                         |
| ま行 | ま | み     | む | め     | も | 母音に、3と5と6の点を加えて「ま行」を表す。                                                                      |
| や行 | や |        | ゆ |        | よ | 母音を一番下まで下ろし、4の点を加えて「や行」を表す。                                                            |
| ら行 | ら | り     | る | れ     | ろ | 母音に、5の点を加えて「ら行」を表す。                                                                            |
| わ行 | わ | （ゐ） |    | （ゑ） | を | 母音を一番下まで下ろし「わ行」を表す。 ※現在では「ゐ」「ゑ」はそれぞれ「い」「え」に置きかえるようになっている。 |

##### 記号類
| 撥音 | 促音 | 長音 | 読点 | 句点 | 疑問符 | 感嘆符 | 中点 |
| ---- | ---- | ---- | ---- | ---- | ------ | ------ | ---- |
| ん   | っ   | ー   | 、   | 。   | ?      | !      | ・   |

##### 濁音・半濁音・拗音
濁音、半濁音、拗音を表すときは、以下のようにそれぞれ濁音符、半濁音符、拗音符を前におく。
また、拗音に濁点（半濁点）が加わるときは、拗音符と濁音符（半濁音符）を重ねる。
| 濁音        | 濁音符+か            | 濁音符（5の点=ら行の子音）を前置する。 （例 : が）                                                                                               |
| 半濁音      | 半濁音符+は          | 半濁音符（6の点=か行の子音）を前置する。 （例 : ぱ）                                                                                             |
| 拗音        | 拗音符+か            | 拗音符（4の点=や行の子音）を前置し、ローマ字表記で「y」を除いた清音を記す。 （例 : きゃ (kya)→か (ka) ）                                         |
| 濁音+拗音   | 濁音符と拗音符 +か   | 濁音符と拗音符（4と5の点）を重ねて前置し、濁点を取った上、 ローマ字表記で「y」を除いた清音を記す。 （例 : ぎゃ (gya) →きゃ (kya) →か (ka) ）     |
| 半濁音+拗音 | 半濁音符と拗音符 +は | 半濁音符と拗音符（4と6の点）を重ねて前置し、半濁点を取った上、 ローマ字表記で「y」を除いた清音を記す。 （例 : ぴゃ (pya) →ひゃ (hya) →は (ha) ） |

| 濁音濁音符     | が行 | が | ぎ | ぐ | げ | ご | 濁音符（5の点）を前置する。   |
| 濁音濁音符     | ざ行 | ざ | じ | ず | ぜ | ぞ | 濁音符（5の点）を前置する。   |
| 濁音濁音符     | だ行 | だ | ぢ | づ | で | ど | 濁音符（5の点）を前置する。   |
| 濁音濁音符     | ば行 | ば | び | ぶ | べ | ぼ | 濁音符（5の点）を前置する。   |
| 半濁音半濁音符 | ぱ行 | ぱ | ぴ | ぷ | ぺ | ぽ | 半濁音符（6の点）を前置する。 |

| 拗音拗音符                  | か行 | きゃ (kya) →か (ka)             | きゅ (kyu) →く (ku)             | きょ (kyo) →こ (ko)             | 拗音符（4の点）を前置し、 ローマ字表記で「y」を除いた清音を記す。                                    |
| 拗音拗音符                  | さ行 | しゃ (sya) →さ (sa)             | しゅ (syu) →す (su)             | しょ (syo) →そ (so)             | 拗音符（4の点）を前置し、 ローマ字表記で「y」を除いた清音を記す。                                    |
| 拗音拗音符                  | た行 | ちゃ (tya) →た (ta)             | ちゅ (tyu) →つ (tu)             | ちょ (tyo) →と (to)             | 拗音符（4の点）を前置し、 ローマ字表記で「y」を除いた清音を記す。                                    |
| 拗音拗音符                  | な行 | にゃ (nya) →な (na)             | にゅ (nyu) →ぬ (nu)             | にょ (nyo) →の (no)             | 拗音符（4の点）を前置し、 ローマ字表記で「y」を除いた清音を記す。                                    |
| 拗音拗音符                  | は行 | ひゃ (hya) →は (ha)             | ひゅ (hyu) →ふ (hu)             | ひょ (hyo) →ほ (ho)             | 拗音符（4の点）を前置し、 ローマ字表記で「y」を除いた清音を記す。                                    |
| 拗音拗音符                  | ま行 | みゃ (mya) →ま (ma)             | みゅ (myu) →む (mu)             | みょ (myo) →も (mo)             | 拗音符（4の点）を前置し、 ローマ字表記で「y」を除いた清音を記す。                                    |
| 拗音拗音符                  | ら行 | りゃ (rya) →ら (ra)             | りゅ (ryu) →る (ru)             | りょ (ryo) →ろ (ro)             | 拗音符（4の点）を前置し、 ローマ字表記で「y」を除いた清音を記す。                                    |
| 濁音+拗音濁音符と拗音符     | か行 | ぎゃ (gya) →きゃ (kya) →か (ka) | ぎゅ (gyu) →きゅ (kyu) →く (ku) | ぎょ (gyo) →きょ (kyo) →こ (ko) | 濁音符と拗音符を重ねて（4と5の点）前置し、 濁点を取った上、ローマ字表記で「y」を除いた清音を記す。   |
| 濁音+拗音濁音符と拗音符     | さ行 | じゃ (zya) →しゃ (sya) →さ (sa) | じゅ (zyu) →しゅ (syu) →す (su) | じょ (zyo) →しょ (syo) →そ (so) | 濁音符と拗音符を重ねて（4と5の点）前置し、 濁点を取った上、ローマ字表記で「y」を除いた清音を記す。   |
| 濁音+拗音濁音符と拗音符     | た行 | ぢゃ (dya) →ちゃ (tya) →た (ta) | ぢゅ (dyu) →ちゅ (tyu) →つ (tu) | ぢょ (dyo) →ちょ (tyo) →と (to) | 濁音符と拗音符を重ねて（4と5の点）前置し、 濁点を取った上、ローマ字表記で「y」を除いた清音を記す。   |
| 濁音+拗音濁音符と拗音符     | は行 | びゃ (bya) →ひゃ (hya) →は (ha) | びゅ (byu) →ひゅ (hyu) →ふ (hu) | びょ (byo) →ひょ (hyo) →ほ (ho) | 濁音符と拗音符を重ねて（4と5の点）前置し、 濁点を取った上、ローマ字表記で「y」を除いた清音を記す。   |
| 半濁音+拗音半濁音符と拗音符 | は行 | ぴゃ (pya) →ひゃ (hya) →は (ha) | ぴゅ (pyu) →ひゅ (hyu) →ふ (hu) | ぴょ (pyo) →ひょ (hyo) →ほ (ho) | 半濁音符と拗音符を重ねて（4と6の点）前置し、 濁点を取った上、ローマ字表記で「y」を除いた清音を記す。 |

##### 外来語の表記
日本点字表記法では、外来語の表記の第1表・第2表に示された仮名および取決めを行わない例として示された仮名に対応する点字表記が定義されている。
1. エ段の開拗音は、通常の拗音の規則に従う。
  - 「イェ」「キェ」「シェ」「チェ」「ニェ」「ヒェ」は、それぞれ拗音符+「エ」「ケ」「セ」「テ」「ネ」「ヘ」
  - 「ジェ」は、拗濁音符+「セ」
  - 「ミェ」「リェ」「ギェ」「ヂェ」「ビェ」「ピェ」は、定義されていない。
2. 合拗音などは、疑問符（2と6の点）を前置する。濁音の場合は句点（2と5と6の点）を前置する、ただし空白は取り除く。
  - あ行 「ウァ」「ウィ」「ウェ」「ウォ」は、それぞれ疑問符+「ア」「イ」「エ」「オ」
  - か行 「クァ」「クィ」「クェ」「クォ」は、それぞれ疑問符+「カ」「キ」「ケ」「コ」
  - た行 「ツァ」「ツィ」「ツェ」「ツォ」は、それぞれ疑問符+「タ」「チ」「テ」「ト」
  - は行 「ファ」「フィ」「フェ」「フォ」は、それぞれ疑問符+「ハ」「ヒ」「ヘ」「ホ」
  - が行 「グァ」「グィ」「グェ」「グォ」は、それぞれ句点符+「カ」「キ」「ケ」「コ」
  - ば行 「ヴァ」「ヴィ」「ヴェ」「ヴォ」は、それぞれ句点符+「ハ」「ヒ」「ヘ」「ホ」
3. 「子音の取り替え」で別の行に入っているもの
  - 「トゥ」は、疑問符+「ツ」
  - 「ドゥ」は、句点符+「ツ」
  - 「スィ」「ティ」は、それぞれ拗音符+「シ」「チ」
  - 「ズィ」「ディ」は、それぞれ拗濁音符+「シ」「チ」
4. その他
  - 「テュ」「フュ」「フョ」は、それぞれ拗半濁音符+「ツ」「ユ」「ヨ」
  - 「デュ」「ヴュ」「ヴョ」は、それぞれ「4と5と6の点を重ねたもの」+「ツ」「ユ」「ヨ」
  - 「ヴ」は、濁音符+「ウ」

「子音の取り替え」については、例えば「トゥ」は、タ行の子音とウ段の母音を持つが、その位置には既にツァ行ウ段の「ツ」があるため、逆に空いているツァ行ウ段に置く。同様に「スィ」はシャ行イ段の「シ」と交換される。
- 1980年の改定以前の表記
  - 「トゥ」「ドゥ」は、それぞれ「ツ」「ヅ」+半濁音
  - 「ヴ」は、ヴァ行ウ段の扱いで、句点符+「フ」

なお旧表記の「トゥ」「ドゥ」に拗音を足したものが現在も使われる「テュ」「デュ」である。

#### 数字
数字は以下の数字を用いるが、これはかな文字等と重複しているため、数符を前に置くことで表す。数符の後には、数字を4桁まで一続きで書くことができる。5桁以上の大きな数は万、億などを間に挿入する。また、数字の次にくる文字がア行・ラ行の場合は、第一つなぎ符を数字との間におく。ただし、必要に応じて、コンマ区切りの数値などは位取り点で表記する。
| 1 (A) | 2 (B) | 3 (C) | 4 (D) | 5 (E) | 6 (F) | 7 (G) | 8 (H) | 9 (I) | 0 (J) | 1-9はa-iと、0はjと同じである。 |

| 数符 | 小数点 | 位取り点 | 第一つなぎ符 |
| ---- | ------ | -------- | ------------ |
|      |        |          |              |

#### アルファベット
アルファベットは以下を用いるが、これはかな文字等と重複しているため、外字符や外字引用符を置くことで表す。なお、Wだけが規則的な位置にないのは、ブライユ点字が考案された時点では、点字はフランス語でほとんど用いられないWを除いた（wは後で、ルイ・ブライユが作った）25文字だけだったからである
| A (1) | B (2) | C (3) | D (4) | E (5) | F (6) | G (7) | H (8) | I (9) | J (0) | A-Jは、それぞれ1-9、0と同じである。          |
| K     | L     | M     | N     | O     | P     | Q     | R     | S     | T     | A-Jに、3の点を加える。                       |
| U     | V     | X     | Y     | Z     |       |       |       |       | W     | A-Jに、3と6の点を加える。ただし、Wのみ特殊。 |

アルファベット1文字、あるいは略語などは、外字符をその前に置く。大文字はその前に大文字符を置くが、全て、あるいは途中から全て大文字の場合には、最初の大文字の前に二重大文字符を置く。英単語を表記する場合には、英単語の範囲を外字引用符で囲む。外字符でも外字引用符でも、一続きの語中で英語→日本語と変化する場合（A型、X線、Gift券、など）には、その間に第一つなぎ符を挿入する。
| 外字符 | 外字引用符 | 大文字符 | 二重大文字符 | 第一つなぎ符 |
| ------ | ---------- | -------- | ------------ | ------------ |
|        | -          |          |              |              |

#### その他
上記の基本的な文字以外にも、数式や化学構造式、楽譜などを（六点点字で）表現した専門的な点字もある（点字楽譜を参照）。また、点字で漢字を直接表現する試みとして、「6点漢字」や8点式の「漢点字」が考案されている。

### 文法

#### 分かち書き
点字には漢字とひらがな・カタカナの区別がないので、理解しやすいよう文節ごとに1文字分の空白を挿入する。これを「分かち書き」といい、点訳（点字翻訳）における重要な作業の一つである。
また、長い複合語は、3拍以上の構成要素ごとに区切る。これを特に「切れ続き」と呼ぶ。（例 : 「点字図書館」→「テンジ□トショカン」）
なお、段落は2文字分の空白で表す。

#### 実際の発音と点字表記
基本的に、点字は音に忠実に表記する。実際の表記は、概ね「現代仮名遣い」に準じるが、下記の違いがある。
- ウ段・オ段の長音は長音符（ー）で表記する。これは人名・地名・団体名等の固有名詞も同様である。
  - 例 : 「お父さん（おとうさん）」は「オトーサン」、「東京（とうきょう）」は「トーキョー」となる。
    - 動詞の語尾では「ウ」を用いる。
      - 例 : 「思う（おもう）」は「オモウ」、「言う（いう）」は「イウ」と表記し、「オモー」、「ユー」とはしない。

  - 「現代仮名遣い」で「おお」「こお」等と書く和語については、長音符を用いず、その通りに表記する。
    - 例 : 「大きい（おおきい）」は「オオキイ」、「大通り（おおどおり）」は「オオドオリ」、「大阪（おおさか）」は「オオサカ」となる。
- 助詞の「へ」「は」は、それぞれ「エ」「ワ」と表記する。

## その他の言語での点字
- アラビア語の点字
- ギリシア語の点字
- タイ語の点字
- チェコ語の点字
- 中国語の点字
- ハングル点字
- ハンガリー語の点字
- ベトナム語の点字
- ヘブライ語の点字
- ロシア語の点字

## 指点字
盲ろう者のコミュニケーション手段の一つとして、両手の人差し指・中指・薬指、計6本の指を点字の6つの点に見立てて指で点字を打つことにより意思を伝達する指点字と呼ばれる方法がある。指点字は、1981年に福島令子が考案し、1989年にストックホルムで開催された第4回ヘレン・ケラー世界会議において英語発表が行われた。
指点字は点字の規則に準じているが、会話用にカスタマイズされている。
例えば、枡空けはなく、間を取る。「。」や「、」などの符は省く、発音の点字を打つ、自分が誰であるか名乗ってから打つ、よく使う言葉は略点字でショートカットが可能、などの喋り言葉ならではの規則がある。
指点字は一人に一人の意思伝達方法。(1) 互いに隣り合って同じ方向を向いて通訳者は盲ろう者の指の甲に自分の指の平を重ね合わせるようにして点字を打つ方式が主流であるが、これに対し、(2) 互いに対面して通訳者の右（左）手の指が盲ろう者の左（右）手の指の甲を打つ方式や、これと同じ互いの指の対応ではあるが、(3) 対面で指の平同士をダンスをするような格好で打つ方式がある。また、(4) 背後から首筋や背中などの体に指で点字を打つ方式もある。
他に盲ろう者のコミュニケーション手段としては、手書き文字や触手話や指文字があるが、指点字はこれらの方法と比べて速く正確に感情まで伝達される特長を持つ。また、指先一本の中で6つの点を識別する点字と異なり指点字は指ごとの識別の点字なので、点字を習得している人は容易に指点字に移行でき、50歳を過ぎてから盲ろう者になった人でも容易に習得ができるなどの優れた特長をあわせ持つ。しかし、手話通訳のように一人の通訳者で複数人に同時に意思伝達することができなく、一度に多くの盲ろう者に意思伝達するには盲ろう者一人に指点字通訳者一人の環境が必要なために、多くの労力と経費がかかる欠点がある。
このために、指点字は優れた意思伝達方法にもかかわらず全ての盲ろう者にサービスを提供することは人手に限界があった。この欠点を解決する方法として指点字の機械化が進んでいるものの、マーケットは盲ろう者が日本で1万3千人と狭く事業化も困難を極めている。上記 (1)(2) の方式としては「指こん」、上記 (3) の左右の手を交差しない方式としては「ユビツキィ」、上記 (4) の方式としては入力が指点字で出力が体表点字の「ボディブレィル」という製品名の指点字機器がある。
中でもイーグルタイプのユビツキィは発話障害者の音声合成、聴覚障害者の筆談、視覚障害者の読み書き記憶、肢体障害者の文字決定発話装手段として、さまざまな障害者が健常者を含めて互いに助け合う仕組みを築いた製品で、盲ろう者のマーケットを救うユビツキィには自分の障害だけではなく、相手の障害を思いやる製品の設計思想がある。このユビツキィのような指点字の機械化により、指点字は全ての障害者と健常者を結ぶ共通言語として普及する。

## 点字に似ているもの
点字ではないが、視覚障害者に対するバリアフリー、あるいはユニバーサルデザイン（共用化）の一環として、下記のような配慮が行われるようになっている。

### 視覚障害者誘導用ブロック（黄色い点字ブロック）

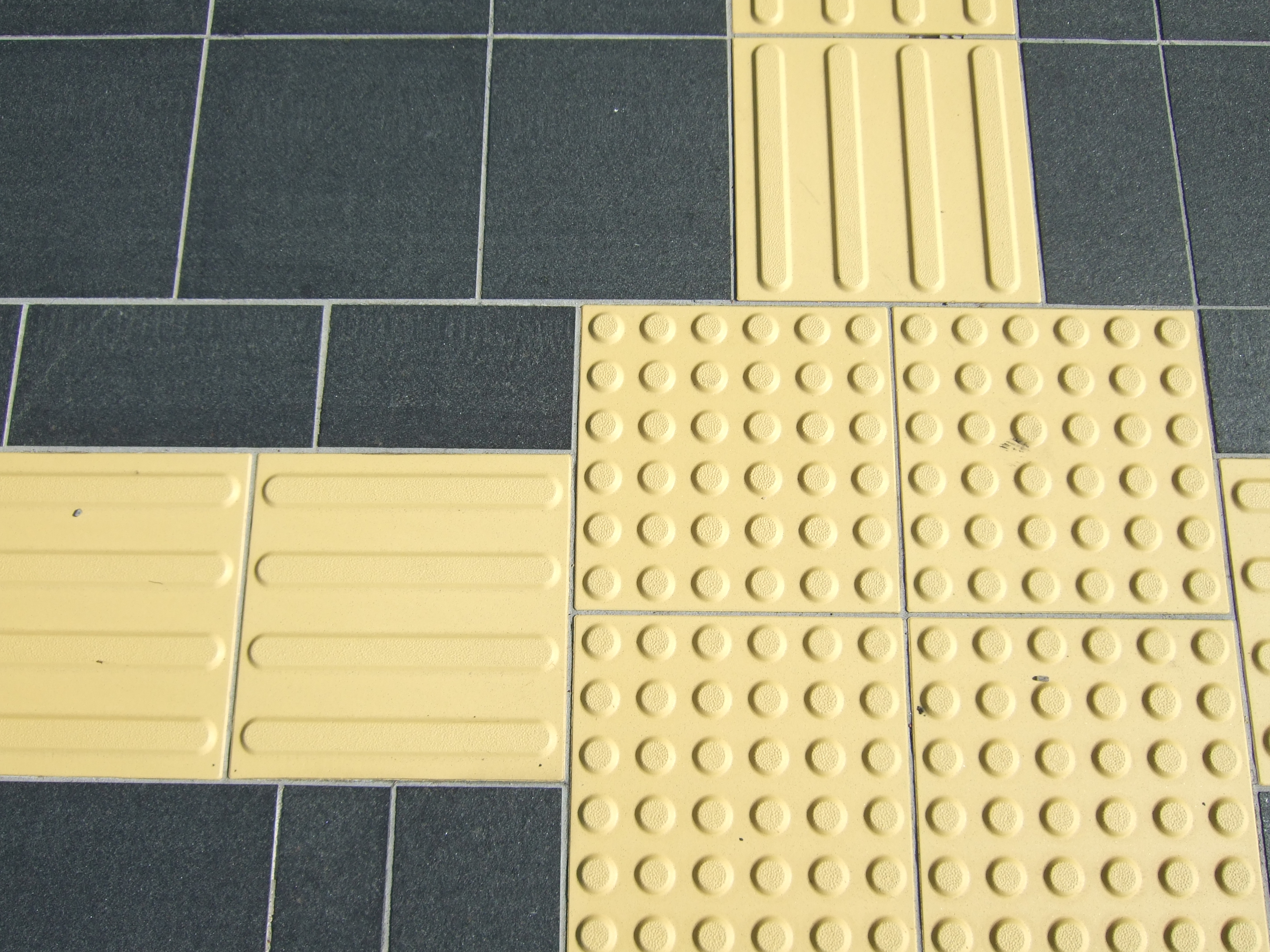
視覚障害者誘導用ブロック

点字ブロックが最初に設置されたのは日本である。1965年（昭和40年）に三宅精一が考案し、1967年（昭和42年）3月18日に現在の岡山県岡山市中区の国道250号線原尾島交差点に整備されたのが始まりとなっている。
点字ブロックには2種類あり、進行方向を示す直線上の誘導ブロック（線状ブロック）と、危険箇所や誘導対象施設等の位置を示す点状の警告ブロック（点状ブロック）とがある。
当初は点字ブロックについての統一された決まりはなかったが、2001年（平成13年）に日本工業規格(JIS)によりJIS T9251（視覚障害者誘導用ブロック等の突起の形状・寸法及びその配列に関する規定）が定められた。2012年（平成24年）にはこれをもとに国際規格が定められ、世界に広まることになった。
自治体が従う規定としては「視覚障害者誘導用ブロック設置指針・同解説」や「道路の移動円滑化整備ガイドライン」がある。

### シャンプー容器のきざみ
シャンプーとリンス等を間違えないように、シャンプー（一部シャンプー、リンス混合液）容器の側面（一部頂部）に付けられた線状の突起部分。この刻みが入った容器をきざみ入り容器と呼び、刻みそのものは識別リブという。開発したのは花王で、1991年7月に実用新案を出願した。だがその後花王は出願を取り下げ業界各社に働きかけたため、現在では国内販売のほとんどのシャンプー容器に刻みが入っている。

### 飲料用紙パック容器

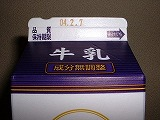
牛乳パック扇状切欠き

500ミリリットル以上の屋根型牛乳紙パック（種類別名称が「牛乳」のもの）は、開け口の反対側上部に扇状切欠きが1個、ジュースは2個ある（販売会社によっては存在しないものもある）。
「缶ビール・缶入り酒類への点字表示」「シャンプー/リンスの識別」も含め、JIS規格で「JIS S 0021 高齢者・障害者配慮設計指針 - 包装・容器」として2000年10月20日に制定された。

### 紙幣の凹凸
日本銀行券の隅には凹凸があり、区別できるようになっている。
ただし、実際には流通過程での損傷があったり、湿っていたりすると触覚では認識困難となるため、紙幣の長さを比較して金種の区別をする視覚障害者が多い。
| 発行年 | 券名（図案）            | 凹凸の位置と形状                            | 凹凸の紋様                                |
| ------ | ----------------------- | ------------------------------------------- | ----------------------------------------- |
| 1984年 | D千円券（夏目漱石）     | 位置 : 左下 形状 : ドーナツ型のエンボス加工 | 1つ。点字の「あ」などと同じ。             |
| 1984年 | D五千円券（新渡戸稲造） | 位置 : 左下 形状 : ドーナツ型のエンボス加工 | 縦に2つ。点字の「い」などと同じ。         |
| 1984年 | D壱万円券（福澤諭吉）   | 位置 : 左下 形状 : ドーナツ型のエンボス加工 | 横に2つ。点字の「う」などと同じ。         |
| 2000年 | D弐千円券               | 位置: 右下と左下 形状 : 印刷                | 円形のものが縦に3つ。点字の「に」と同じ。 |
| 2004年 | E千円券（野口英世）     | 位置: 右下と左下 形状 : 印刷                | 横一文字                                  |
| 2004年 | E五千円券（樋口一葉）   | 位置: 右下と左下 形状 : 印刷                | 八角形                                    |
| 2004年 | E壱万円券（福澤諭吉）   | 位置: 右下と左下 形状 : 印刷                | L字型                                     |

### プリペイドカードの端の切り欠き
カードの挿入方向や表裏を区別できるように、プリペイドカードには切り欠きがある。切り欠きが右側の辺の手前に来るように持った場合、上が表であり、左側が挿入方向である。テレホンカードは扇状、鉄道やバスなどの乗り物は三角、買い物用のカードは四角の切り欠きとなっており、種類の識別も可能。1996年には、JIS規格で標準化された（JIS X 6310 : プリペードカード 一般原則）。

### 「宅急便」不在配達通知票
ヤマト運輸が考案。「クロネコヤマトの宅急便」にちなみ、カードの端に「ネコの耳」を表す2つの連山形刻み目が付けられている。

## 普及状況
点字そのものはかなり普及してきている。ただし、視覚障害者が全て点字を解するわけではない。点字を完全に使いこなしている人は視覚障害者のうちの一部である。特に、後天的に視覚障害者となった人の中には点字が全くわからない人や、読むのに時間がかかる人などが少なくない。そのため点字だけではなく音声案内など他の情報伝達手段も重要である。ATMや自動券売機などでも、点字に加えて音声案内機能を持ったものがある。一方で点字ディスプレイなどの点字電子機器類は高額なものが多い。近年では3Dプリンターを流用した点字の取り組みがなされている。

## Unicode
UnicodeではU+2800 (&#x2800;) からU+28FF (&#x28FF;) までに点字記号が割り振られている。Unicodeのコードチャートの例示字形では、8点点字が示されている。しかし、6点点字がないわけではなく、6点点字として使用する場合は、一番下の2つの点は無視して最初の64個のコードポイントU+2800 - U+283Fのみを使用する。
| U+   | 0 | 1 | 2 | 3 | 4 | 5 | 6 | 7 | 8 | 9 | A | B | C | D | E | F |
| ---- | - | - | - | - | - | - | - | - | - | - | - | - | - | - | - | - |
| 2800 | ⠀ | ⠁ | ⠂ | ⠃ | ⠄ | ⠅ | ⠆ | ⠇ | ⠈ | ⠉ | ⠊ | ⠋ | ⠌ | ⠍ | ⠎ | ⠏ |
| 2810 | ⠐ | ⠑ | ⠒ | ⠓ | ⠔ | ⠕ | ⠖ | ⠗ | ⠘ | ⠙ | ⠚ | ⠛ | ⠜ | ⠝ | ⠞ | ⠟ |
| 2820 | ⠠ | ⠡ | ⠢ | ⠣ | ⠤ | ⠥ | ⠦ | ⠧ | ⠨ | ⠩ | ⠪ | ⠫ | ⠬ | ⠭ | ⠮ | ⠯ |
| 2830 | ⠰ | ⠱ | ⠲ | ⠳ | ⠴ | ⠵ | ⠶ | ⠷ | ⠸ | ⠹ | ⠺ | ⠻ | ⠼ | ⠽ | ⠾ | ⠿ |
| 2840 | ⡀ | ⡁ | ⡂ | ⡃ | ⡄ | ⡅ | ⡆ | ⡇ | ⡈ | ⡉ | ⡊ | ⡋ | ⡌ | ⡍ | ⡎ | ⡏ |
| 2850 | ⡐ | ⡑ | ⡒ | ⡓ | ⡔ | ⡕ | ⡖ | ⡗ | ⡘ | ⡙ | ⡚ | ⡛ | ⡜ | ⡝ | ⡞ | ⡟ |
| 2860 | ⡠ | ⡡ | ⡢ | ⡣ | ⡤ | ⡥ | ⡦ | ⡧ | ⡨ | ⡩ | ⡪ | ⡫ | ⡬ | ⡭ | ⡮ | ⡯ |
| 2870 | ⡰ | ⡱ | ⡲ | ⡳ | ⡴ | ⡵ | ⡶ | ⡷ | ⡸ | ⡹ | ⡺ | ⡻ | ⡼ | ⡽ | ⡾ | ⡿ |
| 2880 | ⢀ | ⢁ | ⢂ | ⢃ | ⢄ | ⢅ | ⢆ | ⢇ | ⢈ | ⢉ | ⢊ | ⢋ | ⢌ | ⢍ | ⢎ | ⢏ |
| 2890 | ⢐ | ⢑ | ⢒ | ⢓ | ⢔ | ⢕ | ⢖ | ⢗ | ⢘ | ⢙ | ⢚ | ⢛ | ⢜ | ⢝ | ⢞ | ⢟ |
| 28A0 | ⢠ | ⢡ | ⢢ | ⢣ | ⢤ | ⢥ | ⢦ | ⢧ | ⢨ | ⢩ | ⢪ | ⢫ | ⢬ | ⢭ | ⢮ | ⢯ |
| 28B0 | ⢰ | ⢱ | ⢲ | ⢳ | ⢴ | ⢵ | ⢶ | ⢷ | ⢸ | ⢹ | ⢺ | ⢻ | ⢼ | ⢽ | ⢾ | ⢿ |
| 28C0 | ⣀ | ⣁ | ⣂ | ⣃ | ⣄ | ⣅ | ⣆ | ⣇ | ⣈ | ⣉ | ⣊ | ⣋ | ⣌ | ⣍ | ⣎ | ⣏ |
| 28D0 | ⣐ | ⣑ | ⣒ | ⣓ | ⣔ | ⣕ | ⣖ | ⣗ | ⣘ | ⣙ | ⣚ | ⣛ | ⣜ | ⣝ | ⣞ | ⣟ |
| 28E0 | ⣠ | ⣡ | ⣢ | ⣣ | ⣤ | ⣥ | ⣦ | ⣧ | ⣨ | ⣩ | ⣪ | ⣫ | ⣬ | ⣭ | ⣮ | ⣯ |
| 28F0 | ⣰ | ⣱ | ⣲ | ⣳ | ⣴ | ⣵ | ⣶ | ⣷ | ⣸ | ⣹ | ⣺ | ⣻ | ⣼ | ⣽ | ⣾ | ⣿ |

## 機器

### 点字器
点字器とは点字用紙を板に固定し、重ねておかれた点字定規に点筆を当てて、紙の裏から点字を打ち込むものである。点字はタイプライターやデジタル機器の普及以前は「点字器」を使って「手書き」するのが一般的であった。現在でも機器自体が安価となっているため、小規模な書類作成や、点字教育の現場などでは使われている。
| - 点字器 - 点字定規 - 小型点字器を使う様子 - 点筆を当てる様子 |

### 点字用紙
標準点字用紙とも言われ、日本では主に変形B5版と呼ばれる、日本点字図書館で販売されている点字用紙サイズは、標準サイズが258mm×191mm、寸長サイズは270mm×191mmとなっており、これは点字文書を作成後に糊などで製本するための糊代が取られているためである。厚さは薄点（うすてん、90kg）、中点（ちゅうてん、110kg）、厚点（あつてん、135kg）の3種類（重量の単位は連量）。紙質は一般の上質紙である。

### 点字タイプライター

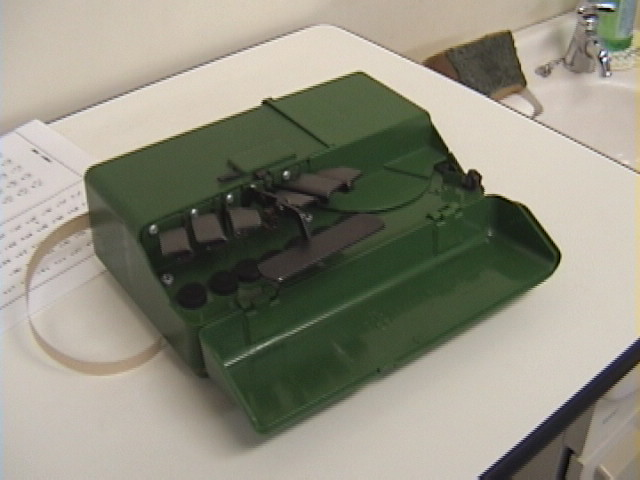
ブリスタ。主に盲ろう者向けの情報保証に用いられる。（2004年11月 日本ライトハウス祭で）

タイプライターといっても通常のもののようにキーが文字の数だけ並んでいるわけではなく、点字の6つの点それぞれに対応したキーが6つあるのみである。以下のような製品が主に普及している。

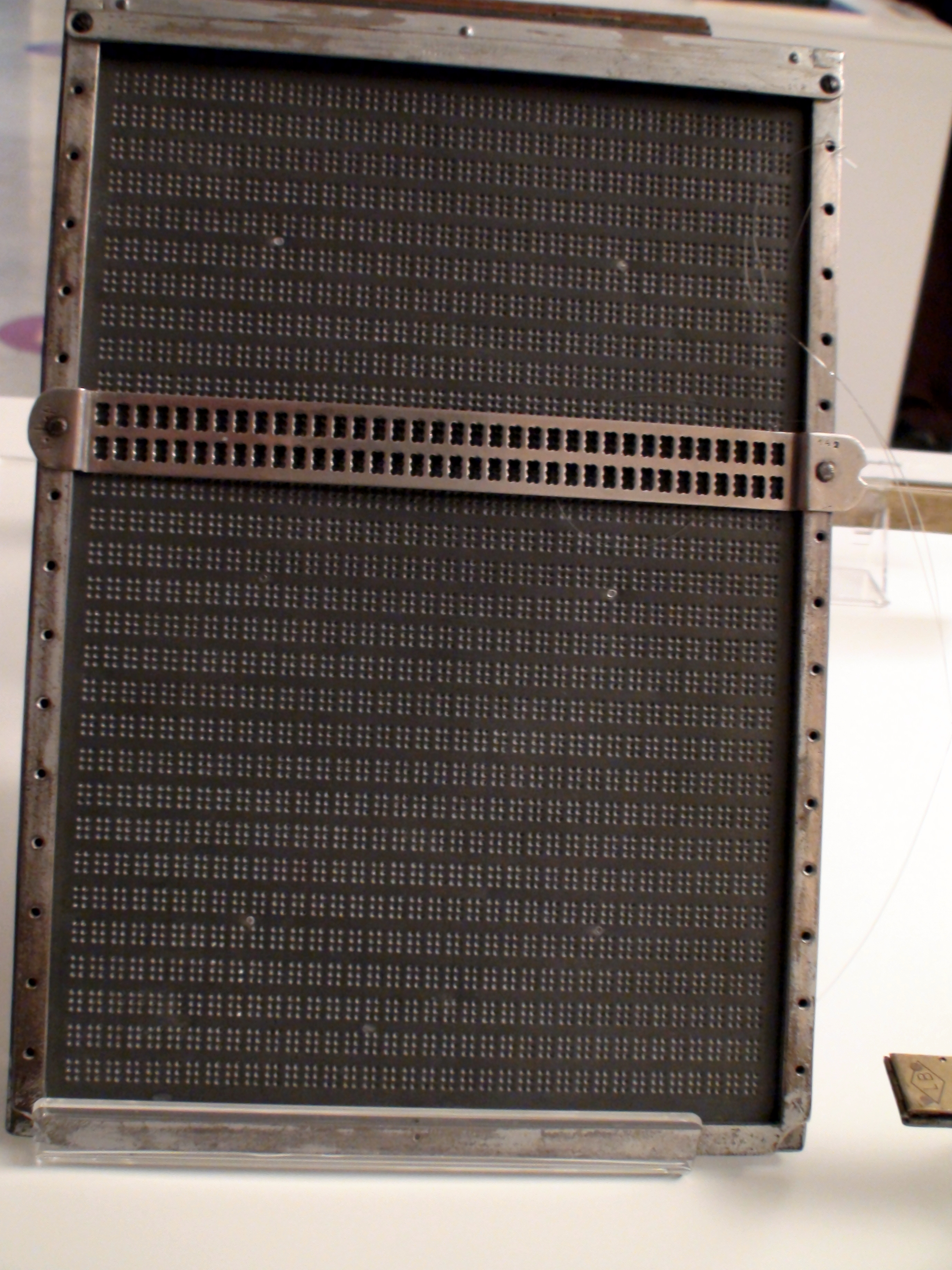
点字器
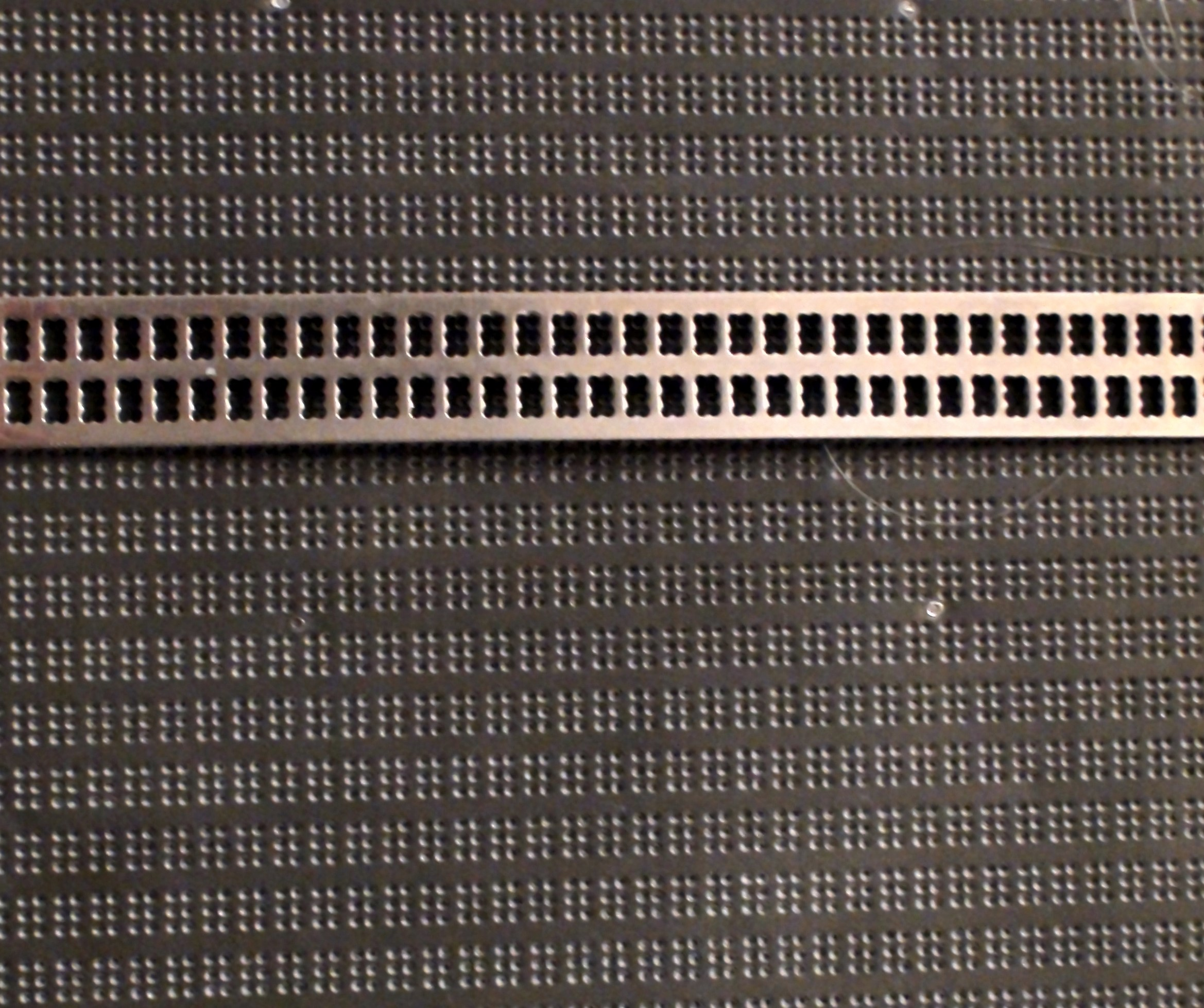
ライトブレーラー（日本 : 弘誓社製） - レールに乗ったカニのような見た目（立方体の本体から左右3本ずつのキーがまるでカニの足のように伸びている）と用紙にセットしたレール部を点字を打つごとに本体がカニのように横歩きすることから、通称カニタイプと呼ばれる。小型で軽く安価だが、キーの配列が実際の点字とは逆（つまり点字器などと同じく紙裏から打ち込むタイプ）の点位置なので、打った点字の確認は本体をはずして紙を裏返さないと行なえなかった。タイプライターと言うよりも、6点同時に打ち込むことができる点字器と言えなくもない。
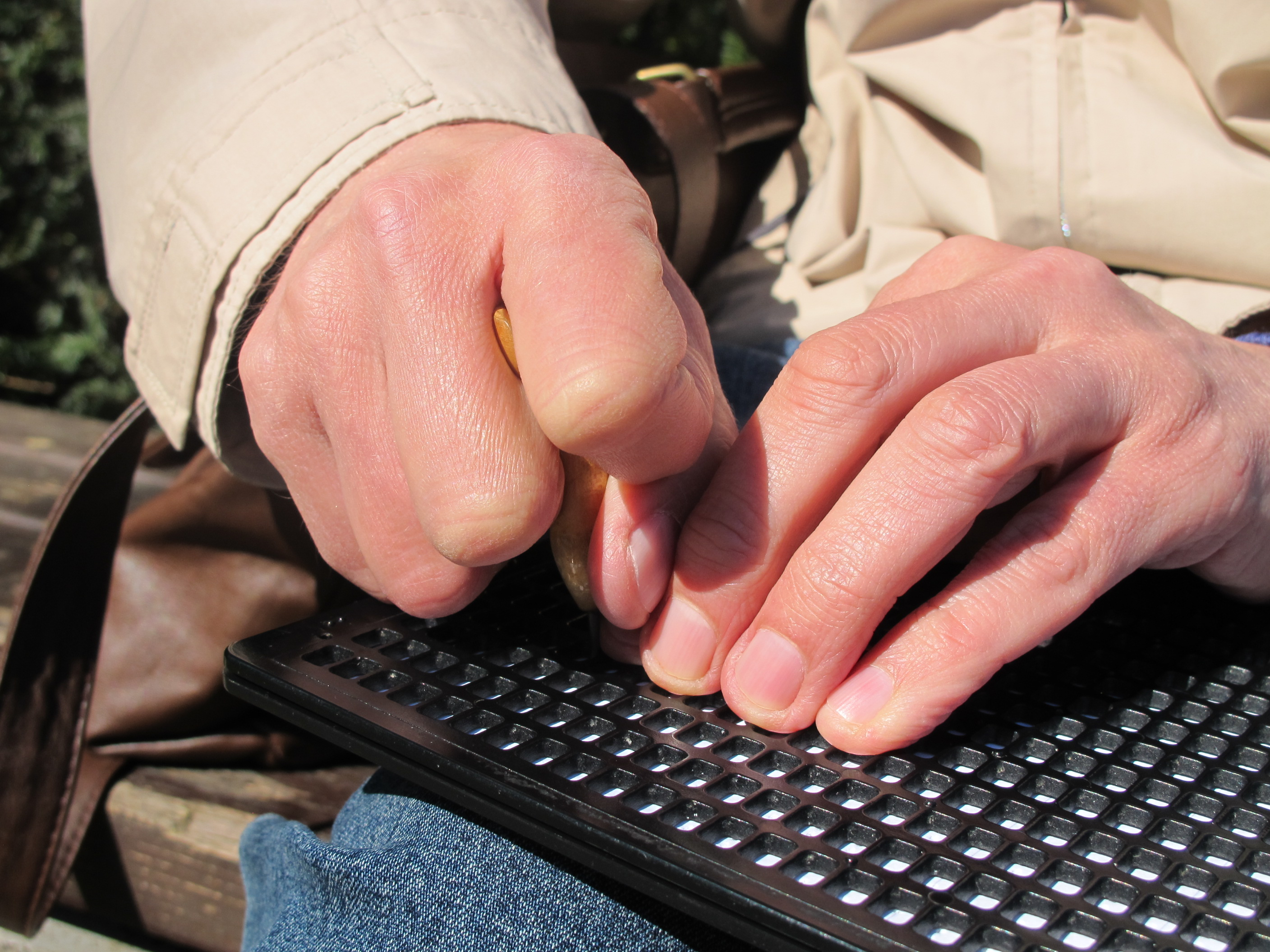
パーキンスブレーラー（アメリカ製） - 見た目はタイプライター然としているが、大きく重く高価。通常のタイプライターと同様、本体上部から用紙をセット・排出する。キー配列は実際の点字同様の感覚で打点が可能なようになっており、また、セットされた用紙の裏側に打点機構があり、紙を繰り出せば機械上部に点の凸面が現れるので、紙の表面に触れるだけで打ち終わった点字が確認でき便利であった。
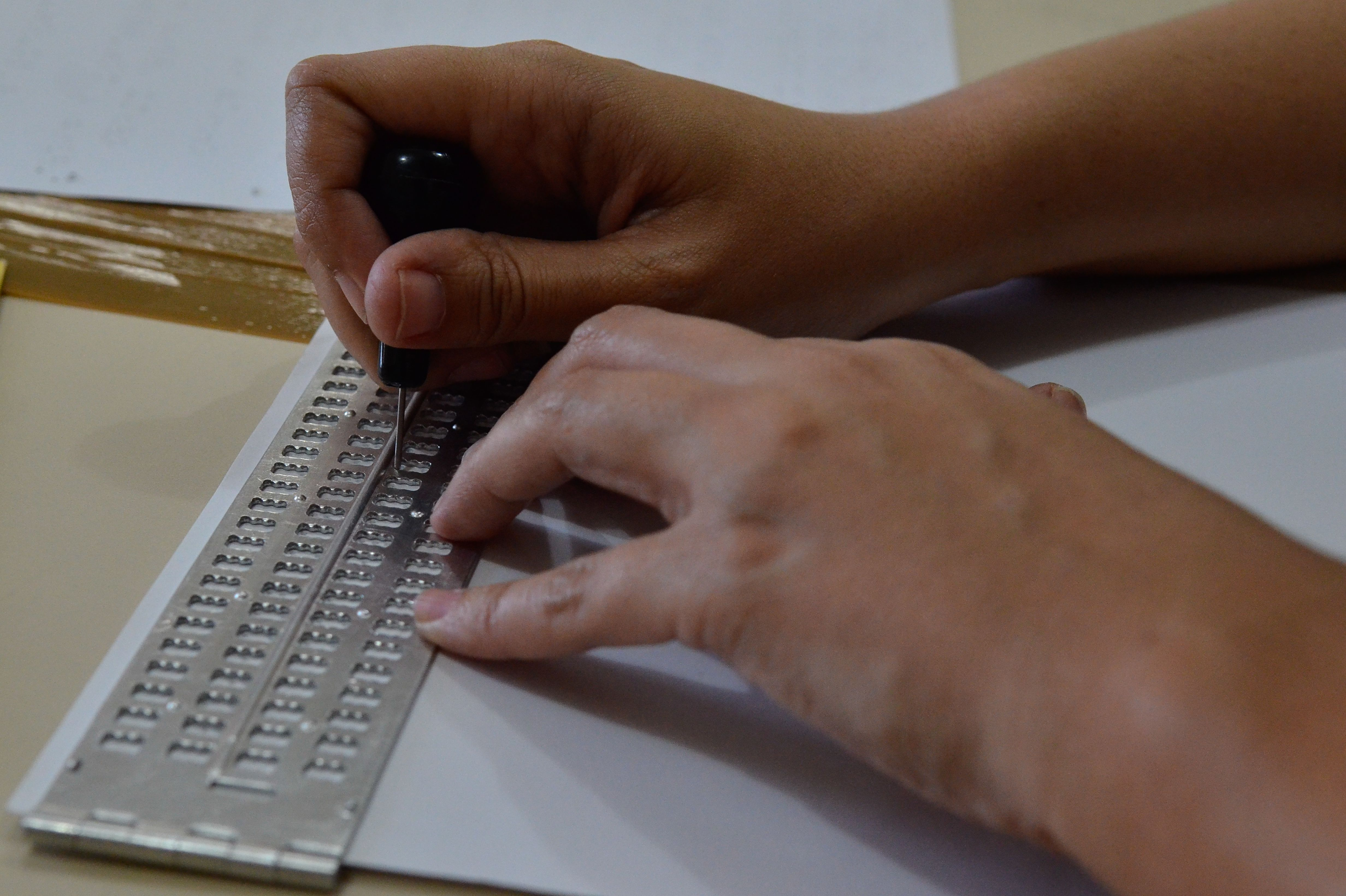
点筆を当てる様子

パソコンの普及に伴い、点字文書作成もパソコンを活用することが一般的になってきている。
なお、右の写真にある「ブリスタ」はドイツのブリスタ・ブレイルテック社製で、テープ状のロール紙に点字を打ち出す、特殊な点字タイプライターである。
なお、点字タイプライターは、福祉機器扱いとされ消費税は課されていない。

### 点字PDA
6点入力ボタン、点字モニター、無線LAN接続、USB接続、Bluetoothなどを装備する点字PDAが開発実用化されている。これによって、メモを保存したり、メモリーに保存した原稿をもとに講演したり、GPS受信機を用いたナビゲーションに用いるなどの実験が実施されている。

### 点字ディスプレイ

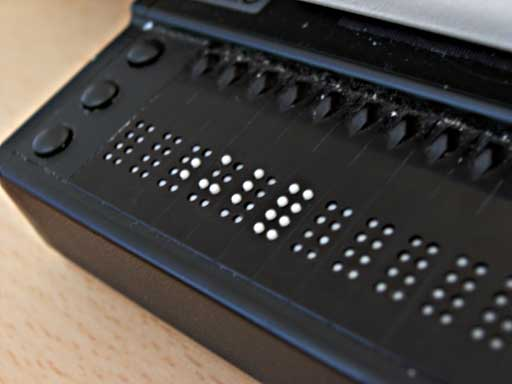
ドイツの8点点字対応の点字ディスプレイ

## 作品にみられる点字
小説
- 江戸川乱歩 - 『二銭銅貨』で点字を元にした暗号を主題にした。

ゲーム
- ポケットモンスターシリーズ
  - ポケットモンスター ルビー・サファイア・エメラルド（ゲームボーイアドバンス）
  - ポケットモンスター ファイアレッド・リーフグリーン（ゲームボーイアドバンス）
  - ポケットモンスター オメガルビー・アルファサファイア（ニンテンドー3DS）

ゲーム作品世界の中では「古代文字」として扱われている。日本点字図書館監修のもと、点字表がパッケージに同封または公式サイトに掲載されており、この点字表と照らし合わせて、さながら暗号を解読するように謎を解く場面がある。
この点字は画面上のものであり、実際の点字のように視覚障害者に向けての役割は果たさないが、点字の成り立ちと「点字を通してゲーム内での発見を現実世界での発見に繋げて欲しい」という旨の作り手の願いがつづられている。
映画
- 夏の光、夏の音 - 主人公の一人が視覚障害者であり、日常のコミュニケーション手段として点字を利用しており、点字が物語における重要な役割を果たしている。